# Ангъс Макларън
Ангълс Макларънс (на английски: Angus McLaren) е австралийски актьор.

## Биография
Ангъс Макларън е роден на 3 ноември 1988 в Леонгада, щата Виктория, Австралия. В детството си участва в някои любителски продукции. На 12-годишна възраст получава роля в сериала на ABC „Нещо във въздуха“ (Something in the Air). Следват участия и в други телевизионни сериали. Сред най-известните му роли са тези в сериалите „H2O“ и „Съседи“.
Извън актьорската си кариера, Макларън се занимава активно със спорт и музика – пее, свири на барабани и китара. Барабанист е на групата Ballet Imperial.